# Circ (Band)
Circ war eine Musikgruppe aus New York City. Der Stil der Gruppe wird den Eurodance zugerechnet.

## Geschichte
Circ bestand aus dem Produzenten Alexander Perls und der Sängerin Madelin Lane. Beide trafen sich auf einem Sonic-Youth-Konzert in New York im Sommer 2001. Perls lebte bereits seit 1998 in New York und arbeitet für den amerikanischen Video-Künstler Matthew Barney. Lane war sechs Monate zuvor nach New York gekommen und arbeitete für einen Talentesucher für Tages-Seifenopern. Nach einigen Gesprächen zwischen beiden, hatte sich herausgestellt, dass Perls einen Sänger für ein Musikstück suchte, welches er produzieren wollte. Lane sagte zu, es als Sängerin zu versuchen. 
Mit ihrer Debütsingle Destroy She Said hatten sie 2003 einen Charthit in Deutschland. Sie veröffentlichten auf dem Berliner Label Low Spirit.

## Diskografie
- 2002: Destroy She Said
- 2003: Close Your Eyes
- 2004: Love Electric